# Сафронова, Ольга Евгеньевна
Ольга Евгеньевна Сафронова (урожд. Блудова; 5 ноября 1991) — казахстанская легкоатлетка, мастер спорта Республики Казахстан международного класса. Участник Олимпиады — 2012 в Лондоне.

## Биография
О. Е. Блудова родилась в Караганде. Ольга начинала в секторе прыжков в длину, в высоту. Пробовала себя в барьерном беге. И в конце концов пришла в спринт под руководство Маштакова Юрия Ивановича.
Неоднократная чемпионка Казахстана. Олимпийский норматив на Олимпиаду — 2012 выполнила по группе «А» на международных соревнованиях" Кубок Узбекистана" .
Призёр Чемпионата Азии в помещениях 2010 года в беге на 60 м и в эстафете. Рекордсмен Казахстана на дистанции 100 м — 11,37 с.
На Олимпиаде — 2012 была 24-й в беге на 100 метров.
На чемпионате мира 2013 года в Москве с результатом 23.83с не прошла в полуфинал.

## Личная жизнь
Является студенткой Карагандинского государственного университета им. Е. А. Букетова.
Отец Евгений Блудов — водитель. Мать Ирина — барьеристка. Брат Максим Блудов занимается прыжками в высоту.
Муж — известный прыгун в длину Константин Сафронов.